# Plebe dorata
Plebe dorata (titolo alternativo: Il segno dei tempi) è un film muto italiano del 1921 diretto da Luigi Romano Borgnetto.